# 61 Danaja
61 Danaa (mednarodno ime 61 Danaë, starogrško starogrško Δανάη: Danáe) je velik asteroid tipa S v glavnem asteroidnem pasu. 

## Odkritje
Asteroid je odkril Hermann Mayer Salomon Goldschmidt (1802 – 1866) 9. septembra 1860. . Ime je dobil po Danai, ki je bila  mati Perzeja v grški mitologiji.

## Lastnosti
Asteroid Eho obkroži Sonce v 5,15 letih. Njegova tirnica ima izsrednost 0,168, nagnjena pa je za 18,218° proti ekliptiki. Njegov premer je 82,0 km, okrog svoje osi pa se zavrti v 11,45 h .